# 82153 Alemigliorini
82153 Alemigliorini è un asteroide della fascia principale. Scoperto nel 2001, presenta un'orbita caratterizzata da un semiasse maggiore pari a 2,7804888 UA e da un'eccentricità di 0,0455105, inclinata di 8,61617° rispetto all'eclittica.
L'asteroide è dedicato ad Alessandra Migliorini, ricercatrice italiana all'INAF.